# چراغ روز
چراغ روز (به انگلیسی: Daytime running lamp) یا دی‌آرال (به انگلیسی: DRL) یا دی‌لایت چراغی در جلوی وسایل موتوری یا دوچرخه‌ها است که هنگام روز روشن و فعال می‌شود. این چراغ با حرکت خودرو روشن می‌شود و نوری سفید، زرد یا کهربایی از خود ساطع می‌کند. هدف از این چراغ دیده‌شدن خودرو توسط راننده‌های دیگر است تا خطر تصادف در طول روز کاهش پیدا کند. استفاده از این چراغ در ایران از سال ۱۴۰۲ برای تمام خودرو ها اجباری شد.

## میزان تأثیر
طی تحقیقی از وزارت ترابری ایالات متحده آمریکا در سال ۲۰۰۸، تأثیر چراغ روز را در تصادف‌های جلو و کناری بین دو وسیله نقلیه و همچنین وسایل نقلیه با عابران پیاده و دوچرخه‌سوارها بررسی شد. این تحلیل نشان داد چراغ روز هیچ تأثیر قابل توجهی در کاهش تصادفات مذکور یا شدت آن‌ها نداشته‌است؛ تنها مورد استثنا کاهش ۵/۷ درصدی تصادفات ون‌ها و وانت‌های سبک هنگام استفاده از چراغ روز بوده‌است.